# العلاقات التركية النيكاراغوية
العلاقات التركية النيكاراغوية هي العلاقات الثنائية التي تجمع بين تركيا ونيكاراغوا.

## مقارنة بين البلدين
هذه مقارنة عامة ومرجعية للدولتين:
| وجه المقارنة                                              | تركيا         | نيكاراغوا        |
| --------------------------------------------------------- | ------------- | ---------------- |
| المساحة (كم2)                                             | 783.56 ألف    | 130.38 ألف       |
| عدد السكان (نسمة)                                         | 80.14 مليون   | 6.22 مليون       |
| الكثافة السكانية (ن./كم²)                                 | 102.28        | 47.71            |
| العاصمة                                                   | أنقرة         | ماناغوا          |
| اللغة الرسمية                                             | اللغة التركية | اللغة الإسبانية  |
| العملة                                                    | ليرة تركية    | كوردبا نيكاراغوا |
| الناتج المحلي الإجمالي (بليون دولار)                      | 851.10 مليار  | 13.81 مليار      |
| الناتج المحلي الإجمالي (تعادل القوة الشرائية) بليون دولار | 1.57 تريليون  | 31.63 مليار      |
| الناتج المحلي الإجمالي الاسمي للفرد دولار أمريكي          | 9.12 ألف      | 2.09 ألف         |
| الناتج المحلي الإجمالي للفرد دولار أمريكي                 | 19.79 ألف     | 4.92 ألف         |
| مؤشر التنمية البشرية                                      | 0.761         | 0.631            |
| رمز المكالمات الدولي                                      | +90           | +505             |
| رمز الإنترنت                                              | .tr           | .ni              |
| المنطقة الزمنية                                           | ت ع م+03:00   | 00               |

## منظمات دولية مشتركة
يشترك البلدان في عضوية مجموعة من المنظمات الدولية، منها:
| علم المنظمة | اسم المنظمة                               | تاريخ انضمام تركيا | تاريخ انضمام نيكاراغوا |
| ----------- | ----------------------------------------- | ------------------ | ---------------------- |
|             | مؤسسة التنمية الدولية                     | 22 ديسمبر 1960     | 30 ديسمبر 1960         |
|             | يونسكو                                    | 4 نوفمبر 1946      | 22 فبراير 1952         |
|             | وكالة ضمان الاستثمار متعدد الأطراف        | 3 يونيو 1988       | 12 يونيو 1992          |
|             | الأمم المتحدة                             | 24 أكتوبر 1945     | 24 أكتوبر 1945         |
|             | الاتحاد البريدي العالمي                   | ?                  | ?                      |
|             | البنك الدولي للإنشاء والتعمير             | 11 مارس 1947       | 14 مارس 1946           |
|             | الاتحاد الدولي للاتصالات                  | 1866               | 12 مايو 1926           |
|             | منظمة حظر الأسلحة الكيميائية              | ?                  | ?                      |
|             | مؤسسة التمويل الدولية                     | 19 ديسمبر 1956     | 20 يوليو 1956          |
|             | المركز الدولي لتسوية المنازعات الاستشارية | 2 أبريل 1989       | 19 أبريل 1995          |
|             | منظمة التجارة العالمية                    | 26 مارس 1995       | ?                      |
|             | منظمة الشرطة الجنائية الدولية             | ?                  | ?                      |

## وصلات خارجية
- موقع وزارة الخارجية التركية
- موقع وزارة الخارجية النيكاراغوية